# Глават
42°46′ пн. ш. 17°08′ сх. д. / 42.76° пн. ш. 17.14° сх. д.
Глават (хорв. Glavat) — населений пункт у Хорватії, у Дубровницько-Неретванській жупанії у складі громади Ластово.

## Населення
Населення за даними перепису 2011 року становило 0 осіб.
Динаміка чисельності населення поселення: